# Барон Ли

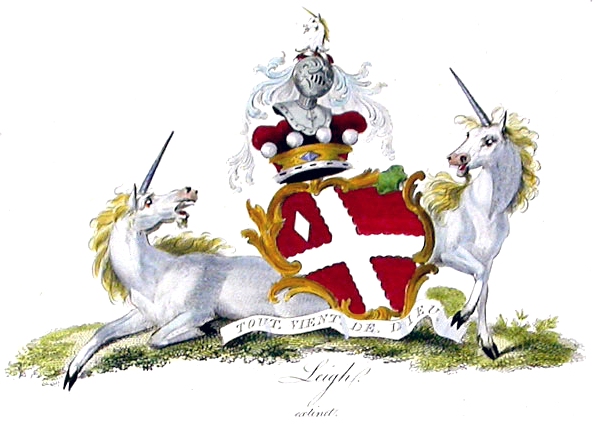
Герб баронов Ли, первая креация 1643 года

Барон Ли — аристократический титул, созданный дважды в британской истории (1643 год — Пэрство Англии, 1839 год — Пэрство Соединённого королевства).

## История
Впервые баронский титул Ли был создан 1 июля 1643 года для сэра Томаса Ли, 2-го баронета (1595—1672), который стал бароном Ли из Стоунлея в графстве Уорикшир. Он заседал в Палате общин Англии от Уорикшира (1628—1629).
Титул баронета Ли из Стоунлея в графстве Уорикшир был создан 29 июня 1611 года для Томаса Ли (ум. 1626), деда и тёзки Томаса Ли, 1-го барона Ли. Сэр томас Ли, 1-й баронет, был вторым сыном сэра Томаса Ли (ок. 1504—1571), лорда-мэра Лондона (1558—1559), чей третий сын сэр Уильям был дедом Фрэнсиса Ли, 1-го графа Чичестера (1598—1653). В 1786 году после смерти Эдварда Ли, 5-го барона Ли (1742—1786), титул барона Ли прервался.
Вторично баронский титул был возрожден 11 мая 1839 года для поэта Чандоса Ли (1791—1850), который получил титул барона Ли из Стоунлея в графстве Уорикшир (Пэрство Соединённого королевства). Он был потомком Роуленда Ли, старшего сына вышеупомянутого сэра Томаса Ли (ок. 1504—1571). Сын первого лорда Ли, Уильям Генри Ли, 2-й барон Ли (1824—1905), служил лордом-лейтенантом Уорикшира (1856—1905), его внук и преемник, Фрэнсис Дадли Ли, 3-й барон Ли (1855—1938), также являлся лордом-лейтенантом Уорикшира (1921—1938). Последнему наследовал его племянник, Руперт Уильям Дадли Ли, 4-й барон Ли (1908—1979). 
По состоянию на 2024 год носителем титула являлся внук последнего, Кристофер Дадли Пирс Ли, 6-й барон Ли (род. 1960), который стал преемником своего отца в 2003 году.
Достопочтенный Эдвард Чандос Ли (1832—1915), второй сын 1-го барона Ли, был игроком в крикет и барристером. Его высокопреподобие достопочтенный Джеймс Уэнтуорт Ли (1838—1923), третий сын 1-го барона Ли, был деканом в Херефорде. Достопочтенный Гилберт Ли (1851—1884), старший сын и наследник второго барона Ли, заседал в Палате общин Великобритании от Южного Урикшира (1880—1884). Теофилий Ли (ок. 1643—1724), представитель младшей ветви семьи, был женат на леди Мэри Бриджес (1665—1703), сестре Джеймса Бриджеса, 1-го герцога Чандоса, и являлся отцом преподобного Томаса Ли (1696—1763). Томас Ли, в свою очередь, был отцом Кассандры Ли (1739—1827), матери Джейн Остин (1775—1817).
Представителем младшей ветви семьи Ли в настоящее время является консервативный политик, сэр Эдвард Джулиан Эгертон Ли (род. 1950) из Вест Холла в Хай-Ли. Он заседал в Палате общин Великобритании от Гейнсборо и Хорнкасла (1983—1997) и Гейнсборо (с 1997 года), а также был председателем комитета по государственным счетам (2001—2010).
Семейная резиденция — Аббатство Стоунлей в Кенилворте (графство Уорикшир).

## Баронеты Ли из Стоунлея (1611)
- 1611—1626: Сэр Томас Ли, 1-й баронет (ум. 1 февраля 1626), сын сэра Томаса Ли (ок. 1504—1571)[1];
- 1626—1672: Сэр Томас Ли, 2-й баронет[англ.] (1595 — 22 февраля 1672), сын Джона Ли и внук предыдущего, барон Ли с 1643 года[2].

## Бароны Ли, первая креация (1643)
- 1643—1672: Томас Ли, 1-й барон Ли[англ.] (1595—1672)[2];
- 1672—1710: Томас Ли, 2-й барон Ли (17 июня 1652 — 12 ноября 1710), сын Томаса Ли (ок. 1616—1662), внук предыдущего[3];
- 1710—1738: Эдвард Ли, 3-й барон Ли (13 января 1684 — 9 марта 1738), единственный сын предыдущего[4];
- 1738—1749: Томас Ли, 4-й барон Ли (29 апреля 1713—1749), единственный сын предыдущего[5];
- 1749—1786: Эдвард Ли, 5-й барон Ли[англ.] (1 марта 1742 — 4 июня 1786), единственный сын предыдущего[6].

## Бароны Ли, вторая креация (1839)
- 1839—1850: Чандос Ли, 1-й барон Ли[англ.] (27 июня 1791 — 27 сентября 1850), единственный сын Джеймса Генри Ли (1765—1823)[7];
- 1850—1905: Уильям Генри Ли, 2-й барон Ли (17 января 1824 — 21 октября 1905), старший сын предыдущего[8];
  - Достопочтенный Гилберт Генри Чандос Ли[англ.] (1 сентября 1851 — 15 сентября 1884), старший сын предыдущего[9];
- 1905—1938: Фрэнсис Дадли Ли, 3-й барон Ли (30 июля 1855 — 16 мая 1938), младший брат предыдущего[10];
- 1938—1979: Руперт Уильям Дадли Ли, 4-й барон Ли (14 марта 1908 — 24 июня 1979), единственный сын майора достопочтенного Руперта Ли (1856—1919), племянник предыдущего[11];
- 1979—2003: Джон Пирс Ли, 5-й барон Ли (11 сентября 1935 — 16 сентября 2003), старший сын предыдущего[12];
- 2003 — настоящее время: Кристофер Дадли Пирс Ли, 6-й барон Ли (род. 20 октября 1960), единственный сын предыдущего от первого брака[13];
  - Наследник титула: Достопочтенный Руперт Дадли Ли (род. 21 февраля 1994), единственный сын предыдущего[14].